# LAG Nr. 64
Das Fahrzeug mit der Nummer 64 der Localbahn AG (LAG) aus München wurde für die meterspurige Walhalla-Bahn zwischen Stadtamhof und Donaustauf, später bis Wörth an der Donau, gebaut.
Ausgestattet war die Lok mit einer Steuerung der Bauart Heusinger mit Kolbenschiebern. Sie war die erste Heißdampflok auf der Walhallabahn. Sie verfügte über einen hohen Sand- und einen ebensolchen Dampfdom. Der Antrieb erfolgte auf die dritte Achse. Um die Bogenläufigkeit zu gewährleisten, war der vierte Kuppelradsatz um 20 mm seitlich verschiebbar, und die Räder der zweiten Kuppelachse waren ohne Spurkränze ausgeführt. Der Kessel war für eine Schmalspurlokomotive ungewöhnlich hoch angeordnet; die Kesselmitte befand sich 2100 Millimeter über der Schienenoberkante.
Die Deutsche Reichsbahn übernahm das Fahrzeug 1938 und gab ihm die Nummer 99 261. Bei der Walhallabahn wurde die Lokomotive vor allem im Güterzugdienst eingesetzt, die Güterzüge bestanden sowohl aus meterspurigen Güterwagen als auch aus normalspurigen Güterwagen auf Rollböcken. Die Lok wurde am 23. Januar 1961, nachdem der Betrieb auf der Walhallabahn im Jahr zuvor schon auf Diesellokomotiven umgestellt worden war, ausgemustert und kurz darauf verschrottet.
Die Lokomotive konnte 1,2 Tonnen Kohle und 3,5 m² Wasser aufnehmen, die Vorratsbehälter waren seitlich des Kessels untergebracht.